# Villa Tannhäuser (Kadaň)
Villa Tannhäuser (čp. 882) je vilový dům v Kadani. Nachází se v Poštovní ulici (dříve Gabelsbergerova) v předměstské vilové čtvrti dříve známé jako čtvrť Svatovojtěšská. Autorem projektu je kadaňský vilový architekt a stavitel Johann Petzet. Vila vznikla na objednávku pedagoga, vlastivědce a okresního školního inspektora Franze Slapičky. Stavební práce byly dokončeny roku 1929.

## Výstavba
Když začala pod Svatou horou v Kadani na původních polnostech sv. Vojtěcha vznikat nová vilová čtvrť, rozhodl se kadaňský pedagog a vlastivědec Franz Slapnička pro vybudování úctyhodné rodinné rezidence. Proto si v říjnu roku 1928 objednal u renomovaného kadaňského vilového architekta a stavitele Johanna Petzeta projekt a realizaci vilového domu. Petzet zhotovil návrh střízlivě pojaté vily, která i přes konzervativně vyhlížející exteriér skýtala veškerý komfort tehdejších funkcionalistických domů.
Franz Slapnička vybral pro novostavbu poetické jméno Villa Tannhäuser, které poodhaluje jak kulturní orientaci stavebníka, tak i jeho zájem o historii: Tannhäuser byl středověký rytíř a minnesänger, postava ze stejnojmenné romantické opery Richarda Wagnera z roku 1845. Úřední kolaudace Villy Tannhäuser proběhla v září 1929.

## Majitelé
Stavebníkem a prvním majitelem Villy Tannhäuser byl pedagog, vlastivědec a okresní školní inspektor Franz Slapnička. Narodil se roku 1883 v Mostě do rodiny zámečníka. Úspěšně absolvoval učitelský ústav a stal se pedagogem. V roce 1912 se v Žatci oženil s Annou (*1887), rozenou Günther, dcerou žateckého vrchního učitele Antona Günthera, rodáka z Božího Daru. Z této rodiny pocházel také známý krušnohorský básník a pěvec Anton Günther (1876–1937). Franz a Anna Slapničkovi se nejprve přestěhovali do Plzně, kde se jim ještě roku 1913 narodila dcera Elisabeth. V roce 1922 se rodina přesunula do Kadaně, neboť zde Franz Slapnička získal místo učitele na měšťanské škole a zřejmě roku 1928 byl pak jmenován také školním inspektorem pro okres Kadaň. Významným počinem Franze Slapničky se stala vlastivědná publikace k dějinám a kultuře na Kadaňsku nazvaná Heimatbüchlein für das Kaadner und Duppauer Land, která vyšla v Praze roku 1937. Kniha vznikla za podpory ministerstva školství jako pomocná učebnice pro německy vyučující národní školy v okrese Kadaň a Franz Slapnička byl jejím redaktorem a hlavním autorem. Na publikaci spolupracovalo asi třicet učitelů z celého Kadaňska. V úvodu knihy se nacházela československá státní hymna v němčině a u dětí měla kniha podporovat nejen regionální patriotismus, ale též československé občanské vlastenectví. Publikace byla ilustrována kresbami učitelů Karla Dorschnera z Klášterce nad Ohří a Josefa Löfflera z Kadaně. Franz Slapnička do knihy přispěl několika kapitolami, které se věnovaly dějinám výroby porcelánu a dějinám ovocnářství na Kadaňsku a územně-správnímu členění prvorepublikového okresu Kadaň s uvedením všech nejdůležitějších statistických údajů.
V průběhu 30. let 20. století byl Franz Slapnička jako okresní inspektor v konfrontaci se vzrůstajícími protičeskými a protidemokratickými náladami mezi německými učiteli na Kadaňsku, stejně jako s jejich rodícím se obdivem k německému nacionálnímu socialismu. Slapnička postupně rezignoval na jejich přesvědčování, přestože byl k tomu jako regionální pedagogická autorita neustále vybízen československými státními orgány. K situaci se tehdy vyjádřil takto: Nemohu svým učitelům vyrvat jejich politické přesvědčení ze srdce. Snad také on sám již tehdy podlehl německému nacionálně-socialistickému blouznění.
O jeho aktivitách po roce 1938 za tzv. Sudetské župy existují pouze strohé informace. Přes týden pobýval v Chebu a o víkendech se vždy vracel do Kadaně. Snad zde zastával nějaký úřad spojený se školstvím. Jeho dcera Elisabeth absolvovala učitelský ústav v Chomutově a jako učitelka pak působila v Klášterci nad Ohří. Mezi lety 1939 a 1942 tam rovněž bydlela, ale poté se opět vrátila do Kadaně a žila ve Ville Tannhäuser. Na konci Druhé světové války se stopa školního inspektora Franze Slapničky ztrácí. Skutečnosti nasvědčují tomu, že z Chebu uprchl do americké okupační zóny v Bavorsku. Jeho manželka Anna spolu s dcerou Elisabeth pak byly v červnu 1945 vypovězeny z Villy Tannhäuser, která jim byla zkonfiskována, a následně byly obě vyhnány do Německa.